# Olga af Kijev
Olga af Kijev (også Olga den Hellige, oldkirkeslavisk: Ольга, tr. Olga; russisk: Ольга Прекраса, tr. Olga Prekrasa; dansk: ~ Olga den fagre; født 890 i Pleskov det nuværende Pskov, død 11. juli 969 i Kijev) var en russisk fyrstinde fra Pskov. Hun regnes som helgen i den russisk-ortodokse kirke og isapostolos (dansk: ~ ligestillet med apostlene). Hun var datter af Gostomisl.
År 903 blev hun gift med storfyrsten Igor 1. (oldnordisk: Ingvar) af Kijev. De fik en søn, Svjatoslav.
Efter mordet på ægtefællen Igors år 945 regerede hun ti år som fyrstinde af Kijevriget på vegne hendes mindreårige søn Svjatoslav. Ved et besøg i Konstantinopel år 957 lod hun sig døbe og fik undervisning i den kristne tro.
Efter sin død blev hun erklæret helgen, og hun fejres som helgen med festdag den 11. juli.